# زبان‌شناسی نظری: پیدایش و تکوین دستور زایشی
زبان‌شناسی نظری: پیدایش و تکوین دستور زایشی کتابی از محمد دبیر مقدم است که در سال ۱۳۷۸ منتشر و در مراسم کتاب سال جمهوری اسلامی ایران به‌عنوان کتاب برگزیده معرفی شد.

## نقد
محمد راسخ مهند در مقاله‌ای در مجلهٔ زبانشناسی به نقد این کتاب پرداخته‌است.